# Canton de Saint-Gall
Pour les articles homonymes, voir Saint-Gall (homonymie).
Le canton de Saint-Gall (SG, en allemand : Kanton Sankt Gallen) est l'un des 26 cantons de la Suisse. Il est créé officiellement en 1803 dans le nord-est de la Suisse. Son chef-lieu est Saint-Gall.

## Géographie

### Généralités

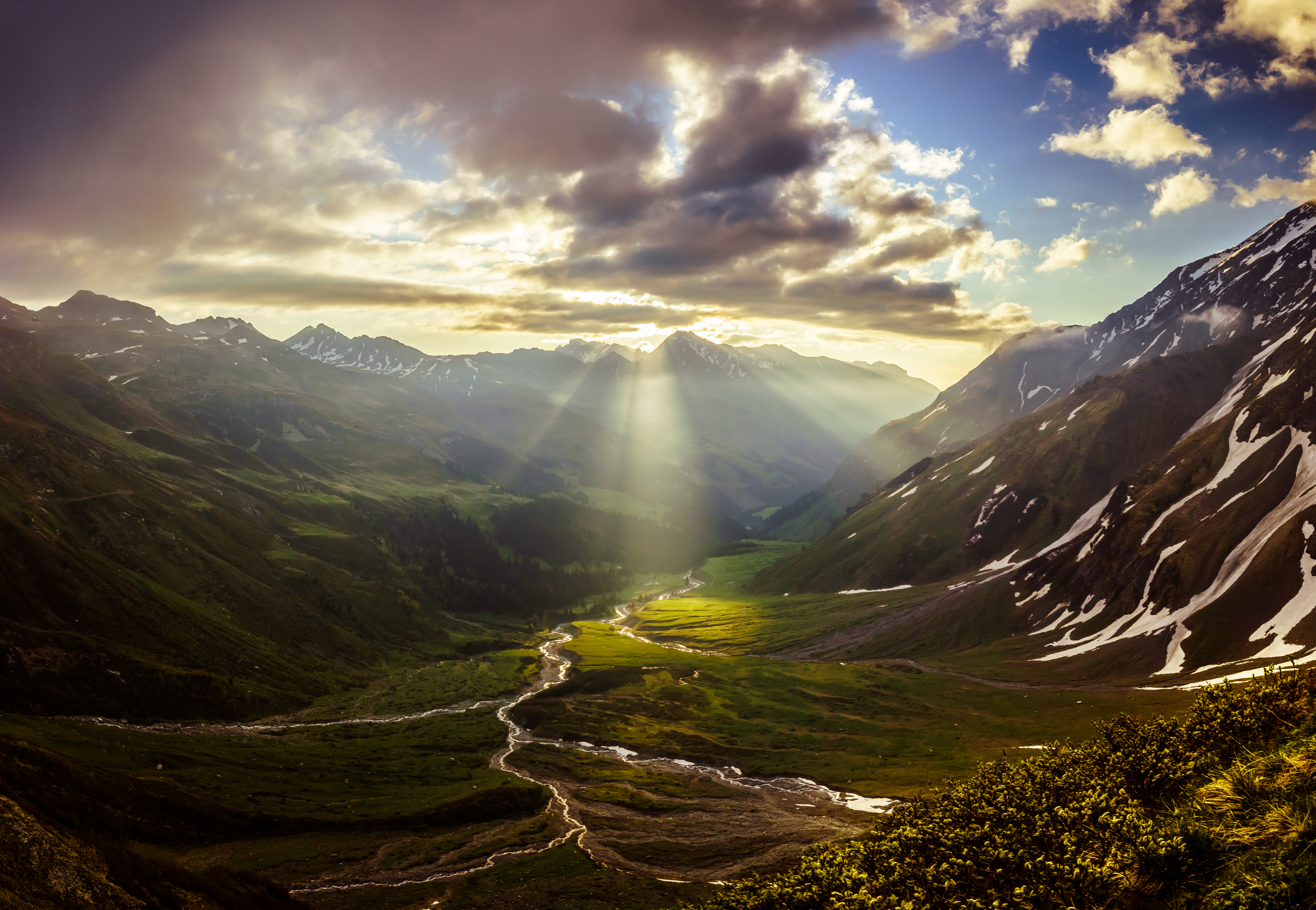
Coucher de Soleil dans le canton vu du Sardonahütte. Mai 2020.

Le canton est situé dans le nord-est de la Suisse. Il est entouré au nord par le lac de Constance et le canton de Thurgovie. À l'est, il est séparé de l'Autriche et du Liechtenstein par la vallée du Rhin. Au sud, il est bordé par les cantons des Grisons, de Glaris et de Schwytz et à l'ouest par le canton de Zurich.
Les deux cantons d'Appenzell Rhodes-Intérieures et Appenzell Rhodes-Extérieures sont enclavés dans le canton de Saint-Gall.
Les principales rivières du canton sont le Rhin, la Thur, le Linth et le Seez. La topologie varie des plaines dans le nord près de la vallée du Rhin et du lac de Constance jusqu'au sud montagneux. À peu près un quart du canton est recouvert de forêt et la moitié de pâture alpine.
Saint-Gall culmine au Ringelspitz, à 3 248 m d'altitude, et son point le plus bas se trouve au bord du lac de Constance, à 396 m d'altitude. S'étendant sur 2 025,54 km2, Saint-Gall est le sixième canton de Suisse en superficie.

### Climat
| Données                         | Station      | jan. | fév.  | mars | avril | mai  | juin | jui. | août | sep. | oct. | nov. | déc. | année |
| ------------------------------- | ------------ | ---- | ----- | ---- | ----- | ---- | ---- | ---- | ---- | ---- | ---- | ---- | ---- | ----- |
| Températures moyennes max. (°C) | Bad Ragaz    | 4    | 5,5   | 10,5 | 14,8  | 19,5 | 22,1 | 24,2 | 23,4 | 19,4 | 15,4 | 8,8  | 4,8  | 14,4  |
| Températures moyennes max. (°C) | Ebnat-Kappel | 2,5  | 4,1   | 8,4  | 12,8  | 17,7 | 20,6 | 23   | 22,3 | 18,2 | 13,7 | 7,2  | 3,4  | 12,8  |
| Températures moyennes max. (°C) | Saint-Gall   | 2,5  | 3,2   | 7,2  | 11,3  | 16,1 | 19   | 21,3 | 20,7 | 16,6 | 12,2 | 6,5  | 3,5  | 11,7  |
| Températures moyennes max. (°C) | Säntis       | −4,1 | -5    | −4,1 | -2    | 2,8  | 6    | 8,8  | 8,9  | 6    | 3,7  | −1,2 | −3,4 | 1,4   |
| Températures moyennes min. (°C) | Bad Ragaz    | −2,9 | -2    | 1,7  | 4,9   | 9,4  | 12,3 | 14,3 | 14,1 | 10,8 | 7    | 1,9  | −1,5 | 5,8   |
| Températures moyennes min. (°C) | Ebnat-Kappel | −5,6 | −5,3  | −1,8 | 1,3   | 5,6  | 9,2  | 11,2 | 10,8 | 7,6  | 4    | -1   | −4,1 | 2,7   |
| Températures moyennes min. (°C) | Saint-Gall   | -3   | −2,5  | 0,6  | 3,5   | 7,8  | 11   | 13,1 | 13   | 9,7  | 6,2  | 1    | −1,9 | 4,9   |
| Températures moyennes min. (°C) | Säntis       | −9,6 | −10,2 | −8,8 | −6,2  | −1,5 | 1,3  | 3,7  | 3,9  | 1,1  | −1,3 | −6,3 | −8,8 | −3,6  |
| Précipitations (mm)             | Bad Ragaz    | 68   | 67    | 82   | 72    | 91   | 120  | 132  | 142  | 101  | 68   | 82   | 76   | 1 102 |
| Précipitations (mm)             | Ebnat-Kappel | 136  | 123   | 160  | 134   | 165  | 183  | 202  | 198  | 162  | 123  | 137  | 144  | 1 867 |
| Précipitations (mm)             | Saint-Gall   | 64   | 63    | 92   | 110   | 156  | 166  | 187  | 179  | 147  | 97   | 96   | 87   | 1 442 |
| Précipitations (mm)             | Säntis       | 255  | 222   | 268  | 204   | 204  | 233  | 285  | 276  | 223  | 176  | 227  | 265  | 2 837 |
| Ensoleillement (heures)         | Bad Ragaz    | −    | −     | −    | −     | −    | −    | −    | −    | −    | −    | −    | −    | −     |
| Ensoleillement (heures)         | Ebnat-Kappel | −    | −     | −    | −     | −    | −    | −    | −    | −    | −    | −    | −    | −     |
| Ensoleillement (heures)         | Saint-Gall   | 59   | 80    | 120  | 152   | 177  | 184  | 219  | 199  | 145  | 100  | 59   | 43   | 1 535 |
| Ensoleillement (heures)         | Säntis       | 132  | 135   | 145  | 147   | 163  | 151  | 171  | 165  | 157  | 164  | 122  | 112  | 1 764 |
| Source : MétéoSuisse.           |              |      |       |      |       |      |      |      |      |      |      |      |      |       |

## Histoire
Avant 1803, il fait partie du canton du Säntis.

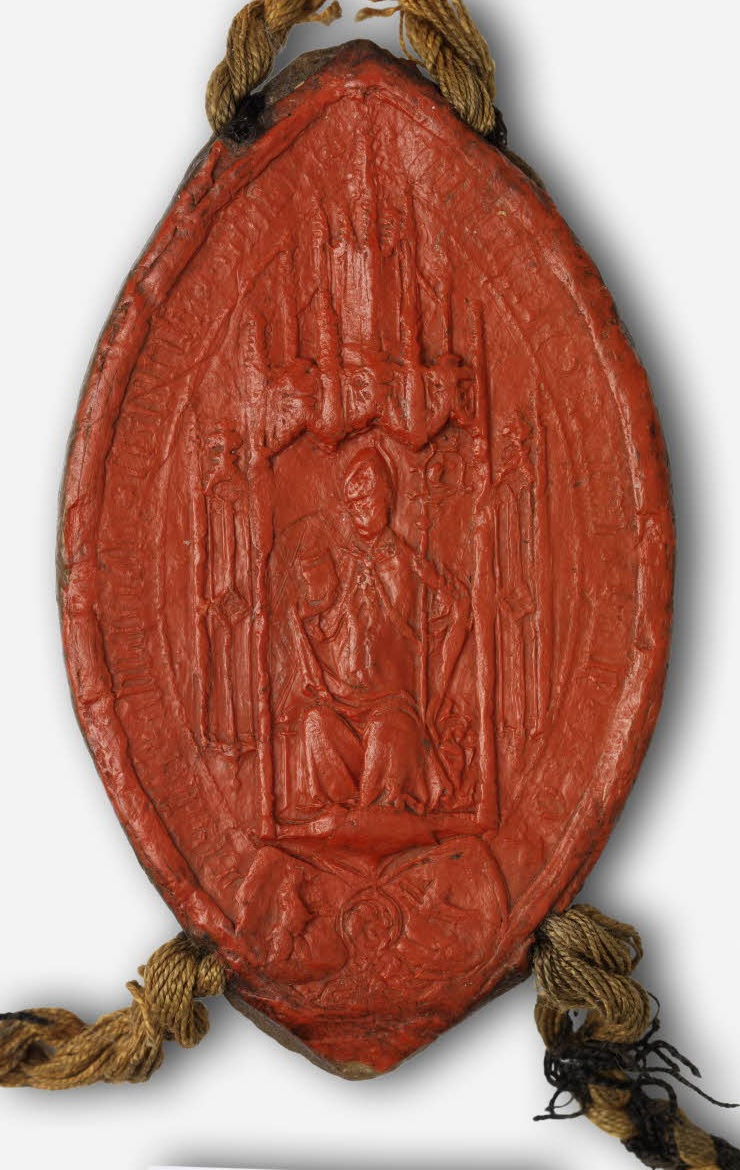
Sceau de l'abbé de Saint-Gall. Sceau extrait du traité de Fribourg signé en 1516 J//724/2.

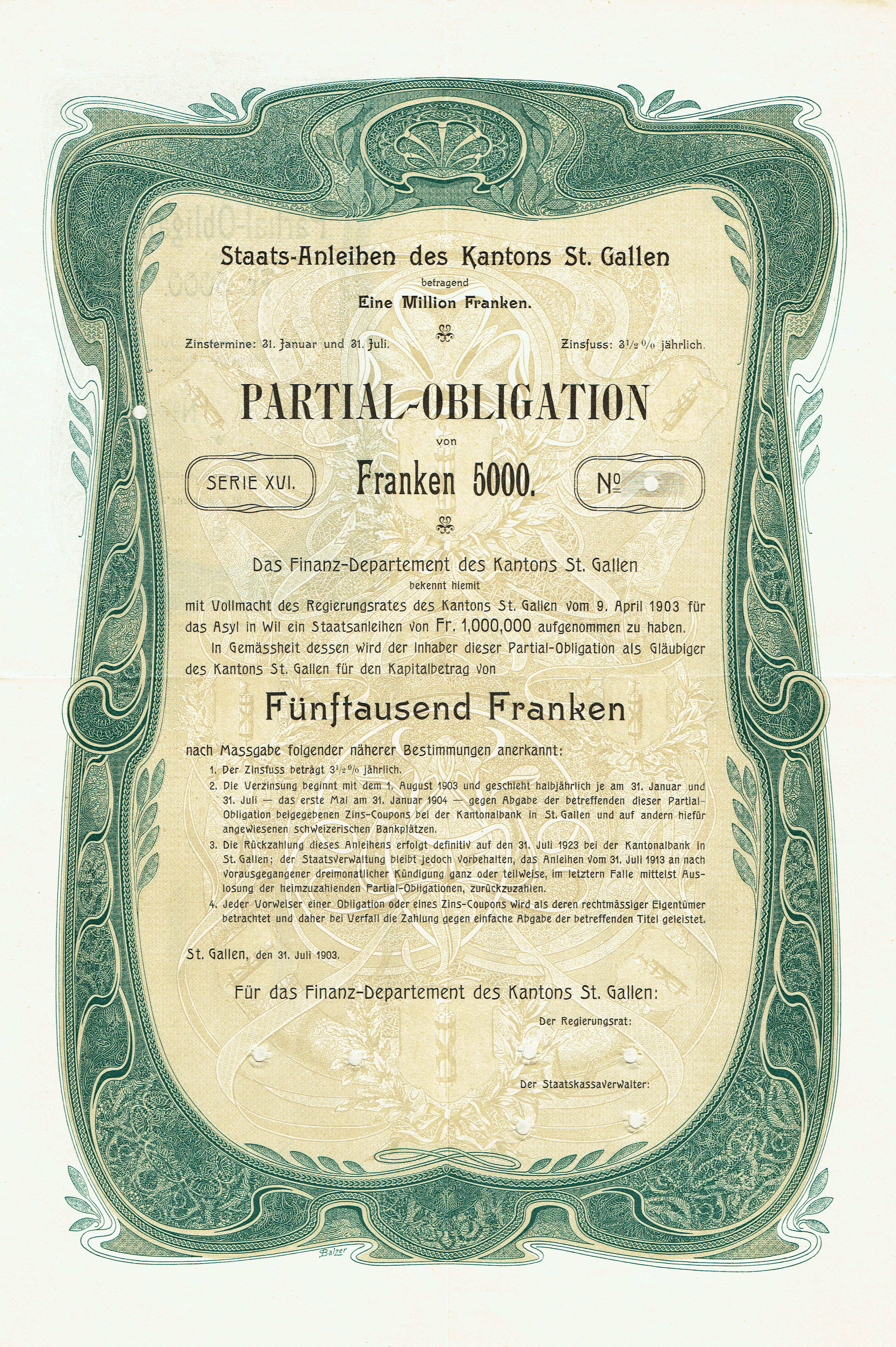
Obligation du Canton de Saint-Gall en date du 31 juillet 1903.

Le canton de Saint-Gall a été créé par l'acte de médiation du 19 février 1803.

Son territoire recouvre les territoires suivants :
- l'ancienne principauté abbatiale de Saint-Gall, savoir :
  - l'ancien Alte Landschaft Sankt Gallen,
  - l'ancien comté de Toggenbourg (en allemand : Grafschaft Toggenburg) ;
- l'ancienne ville impériale libre de Saint-Gall (en allemand : Stadt Sankt Gallen) ;
- les anciens bailliages communs suivants :
  - l'ancien comté de Sargans (de) (en allemand : Grafschaft Sargans),
  - l'ancien bailliage de Windeg (en allemand : Vogtei Windegg), avec l'office de Gams (en allemand : Amt Gams),
  - l'ancien bailliage du Rheintal (en allemand : Vogtei Rheintal) [chef-lieu : Rheineck (en allemand : Rheineck)] : entre 1445 et 1490, bailliage appenzellois puis, entre 1490 et 1798, bailliage commun administré par les cantons protecteurs de la principauté abbatiale de Saint-Gall — soit les cantons de Zurich, Lucerne, Schwytz et Glaris — auxquels s'ajoutèrent les cantons d'Uri, Unterwald et Zoug, dès 1491, puis les cantons d'Appenzell, en 1500, et de Berne, en 1712,
  - l'ancien comté d'Uznach (en allemand : Grafschaft Uznach),
  - l'ancienne seigneurie de Rapperswil (en allemand : Herrschaft Rapperswil) ;
- les deux anciens pays sujets (en allemand : Untertanengebiete ; en italien : Paesi soggetti) suivants :
  - l'ancien comté de Werdenberg (en allemand : Grafschaft Werdenberg) : entre 1517 et 1798, pays sujet du canton de Glaris (en allemand : Kanton Glarus),
  - l'ancienne seigneurie de Sax-Forstegg (en allemand : Herrschaft Sax-Forstegg) : entre 1615 et 1798, pays sujet du canton de Zurich (en allemand : Kanton Zürich).

## Organisation territoriale

### Circonscriptions électorales
Découpé à l'origine en districts, dont le nombre variera de 8 à 15 à partir de 1831 puis à 14 à partir de 1918, le canton est divisé depuis le 1er janvier 2003 en huit circonscriptions électorales (Wahlkreis en allemand), qui servent uniquement à élire les 180 sièges du Kantonsrat :
- Rheintal ;
- Rorschach ;
- Saint-Gall ;
- Sarganserland ;
- See-Gaster ;
- Toggenburg ;
- Werdenberg ;
- Wil.

### Communes
Le canton est découpé depuis 2023 en 75 communes dont, au 31 décembre 2023, huit communes de plus de 10 000 habitants, qui sont donc statistiquement des villes :
- Saint-Gall (78 213 habitants)
- Rapperswil-Jona (28 640 habitants)
- Wil (24 980 habitants)
- Gossau (18 454 habitants)
- Uzwil (14 279 habitants)
- Buchs (13 931 habitants)
- Altstätten (12 456 habitants)
- Flawil (10 631 habitants)

Autres communes d'importance :
- Rorschach (9 955 habitants)
- Wattwil (9 161 habitants)
- Bad Ragaz (6 835 habitants)
- Sargans (6 522 habitants)
- Wildhaus-Alt Sankt Johann (2 618 habitants)

## Démographie

### Population
Au 31 décembre 2023, le canton de Saint-Gall est le cinquième canton suisse, avec 535 114 habitants, soit 6,1 % de la population totale de la Suisse. Sa densité de population atteint 264 hab./km2, supérieure à la moyenne nationale.
Pour des raisons techniques, il est temporairement impossible d'afficher le graphique qui aurait dû être présenté ici.

### Religion
La majorité des habitants du canton revendiquent l'appartenance au catholicisme romain ; un peu plus du quart sont protestants.
Le tableau suivant détaille la population du canton suivant la religion, en 2000 :
| Religion                       | Population | %      |
| ------------------------------ | ---------- | ------ |
| Catholiques romains            | +236 733,  | +052,3 |
| Protestants                    | +127 929,  | +028,3 |
| Communautés islamiques         | +27 747,   | +006,1 |
| Chrétiens-orthodoxes           | +12 709,   | +002,8 |
| Catholiques chrétiens          | +00330,    | +000,1 |
| Communauté de confession juive | +00231,    | +000,1 |
| Aucune appartenance            | +28 786,   | +006,4 |
| Autre                          | +18 372,   | +004,1 |
| Total                          | +452 837,  | +100,  |

Note : les intitulés des religions sont ceux donnés par l'Office fédéral de la statistique ; les protestants comprennent les communautés néo-apostoliques et les témoins de Jéhovah ; la catégorie « Autres » inclut les personnes ne se prononçant pas.

## Économie
L'économie était autrefois fondée sur le textile.
Au XVIIe siècle, il y eut une forte production de toile pour peinture à Saint-Gall. La famille von Fels détenait l'essentiel de ce commerce.

## Culture locale

### Emblèmes
Le canton de Saint-Gall a pour emblèmes un drapeau et un blason. Les armoiries de Saint-Gall se blasonnent : De sinople au faisceau de licteur d’argent en pal, lié par un ruban croisé du champ aux cinq verges visibles et à une hache du second traversante, le fer tourné à dextre et pointu à senestre.
Le drapeau saint-gallois reprend le même meuble, à savoir, sur fond vert, un faisceau de licteur blanc (cinq verges entourant une hache), symbolisant l'autorité des magistrats romains, et plus tard le pouvoir et la justice du peuple.

### Langues
La langue officielle du canton est l'allemand.
Le tableau suivant détaille la langue principale des habitants du canton en 2000 :
| Langue                             | Locuteurs | %      |
| ---------------------------------- | --------- | ------ |
| Allemand                           | +398 666, | +088,  |
| Langues slaves de l'ex-Yougoslavie | +12 120,  | +002,7 |
| Italien                            | +10 640,  | +002,3 |
| Albanais                           | +10 388,  | +002,3 |
| Turc                               | +03 251,  | +000,7 |
| Espagnol                           | +02 910,  | +000,6 |
| Portugais                          | +02 524,  | +000,6 |
| Français                           | +01 813,  | +000,4 |
| Romanche                           | +00845,   | +000,2 |
| Autres                             | +09 680,  | +002,1 |
| Total                              | +452 837, | +100,  |